# Campeonato de Verano 2013 (Costa Rica)
El Campeonato de Verano 2013 de la UNAFUT fue la edición 100 del campeonato de la Primera División de Costa Rica que se efectuó del domingo 13 de enero al sábado 25 de mayo. El campeonato es patrocinado por ProGol y la Junta de Protección Social. Estuvo integrado por 12 equipos debido al ascenso de la Asociación Deportiva Carmelita en el encuentro de repechaje ante Orión F.C. en el 2012.
El Club Sport Herediano se proclamó campeón del torneo al derrotar 5-4 por penales al Club Sport Cartaginés.

## Equipos participantes

### Por provincia
| Provincia  | N.º | Equipos                                        |
| ---------- | --- | ---------------------------------------------- |
| San José   | 3   | Pérez Zeledón, Saprissa, y Uruguay de Coronado |
| Alajuela   | 3   | Alajuelense, A.D. San Carlos y Carmelita       |
| Limón      | 2   | Limón F.C. y Santos de Guápiles                |
| Heredia    | 2   | Herediano y Belén                              |
| Cartago    | 1   | Cartaginés                                     |
| Puntarenas | 1   | Puntarenas F.C.                                |

### Detalles
| Equipo              | Entrenador           | Ciudad              | Estadio                | Capacidad | Socio de TV |
| ------------------- | -------------------- | ------------------- | ---------------------- | --------- | ----------- |
| Carmelita           | Luis Torres          | El Carmen           | Alejandro Morera Soto  | 19.000    | Extra TV 42 |
| San Carlos          | Johnny Chaves        | San Carlos          | Carlos Ugalde          | 6.000     | Teletica    |
| Bélen-Bridgestone   | Vinicio Alvarado     | Belén               | Polideportivo de Belén | 4.403     | Repretel    |
| Cartaginés          | Javier Delgado Prado | Cartago             | Rafael "Fello" Meza    | 15.000    | Teletica    |
| Herediano           | Marvin Solano        | Heredia             | Rosabal Cordero        | 8.144     | Repretel    |
| Uruguay de Coronado | Carlos Watson        | Vázquez de Coronado | El Labrador            | 4.005     | Repretel    |
| Saprissa            | Ronald González      | Tibás               | Ricardo Saprissa       | 23.000    | Teletica    |
| Alajuelense         | Manuel Keosseian     | Alajuela            | Alejandro Morera Soto  | 19.000    | Repretel    |
| Limón FC            | Luis Fernando Fallas | Limón               | Juan Gobán             | 4500      | Repretel    |
| Pérez Zeledón       | Daniel Casas         | Pérez Zeledón       | Estadio Municipal      | 7.000     | Teletica    |
| Puntarenas FC       | Rónald Chaves        | Puntarenas          | Miguel "Lito" Pérez    | 4500      | Teletica    |
| Santos de Guápiles  | César Eduardo Méndez | Guápiles            | Ebal Rodríguez         | 6.000     | Extra TV 42 |

## Estadios utilizados
| Foto de Estadio | Nombre de Estadio                           | Capacidad | Ubicación                     | Club                            |
| --------------- | ------------------------------------------- | --------- | ----------------------------- | ------------------------------- |
|                 | Estadio Nacional de Costa Rica              | 36.000    | Sabana, San José              | Varios                          |
|                 | Estadio Ricardo Saprissa Aymá               | 23.000    | San José, San José            | Dep. Saprissa                   |
|                 | Estadio Alejandro Morera Soto               | 19.000    | Alajuela, Alajuela            | L.D. Alajuelense A.D. Carmelita |
|                 | Estadio Eladio Rosabal Cordero              | 8.144     | Heredia, Ciudad de Heredia    | C.S. Herediano                  |
|                 | Estadio José Rafael "Fello" Meza Ivancovich | 15.000    | Cartago, Cartago              | C.S. Cartaginés                 |
|                 | Estadio Miguel Ángel "Lito" Pérez           | 4500      | Puntarenas, Puntarenas        | Puntarenas F.C.                 |
|                 | Estadio Municipal Otto Ureña                | 7.000     | Pérez Zeledón, San José       | Pérez Zeledón                   |
|                 | Estadio Carlos Ugalde Álvarez               | 6.000     | San Carlos, Alajuela          | A.D. San Carlos                 |
|                 | Estadio Juan Gobán                          | 4500      | Limón                         | Limón F.C.                      |
|                 | Estadio Ebal Rodríguez Aguilar              | 6.000     | Pococí, Limón                 | Santos de Guápiles              |
|                 | Polideportivo de Belén                      | 4.403     | Belén, Heredia                | Belén-Bridgestone               |
|                 | Estadio El Labrador                         | 4.005     | Vázquez de Coronado, San José | C.S. Uruguay de Coronado        |

## Formato
En este campeonato cada uno de los 12 equipos jugará 22 partidos, realizando 2 juegos contra todos los equipos, uno en casa y otro de visitante, para un total de 22 fechas de temporada regular. Al finalizar la temporada regular, los equipos ubicados en los primeros cuatro puestos clasificarán a la fase de semifinales, en la que se enfrentarán el 1° contra el 4° y el 2° contra el 3° en partidos de ida y vuelta, jugándose la vuelta en casa del equipo mejor clasificado. Los ganadores de las semifinales jugarán la final, de igual forma en partidos de ida y vuelta cerrando en casa del mejor clasificado, el ganador tendrá un puesto en la Concacaf Liga Campeones 2013-14.

## Tabla de posiciones

### Tabla del Torneo de Verano 2013
|  |     | Equipos             | PJ | G  | E | P  | GF | GC | Dif | Pts |
|  | --- | ------------------- | -- | -- | - | -- | -- | -- | --- | --- |
|  | 1.  | Herediano           | 22 | 13 | 4 | 5  | 47 | 31 | +16 | 43  |
|  | 2.  | Cartaginés          | 22 | 12 | 5 | 5  | 29 | 18 | +11 | 41  |
|  | 3.  | Saprissa            | 22 | 11 | 5 | 6  | 34 | 24 | +10 | 38  |
|  | 4.  | Pérez Zeledón       | 22 | 10 | 5 | 7  | 31 | 28 | +3  | 35  |
|  | 5.  | Alajuelense         | 22 | 10 | 4 | 8  | 38 | 29 | +9  | 34  |
|  | 6.  | Puntarenas          | 22 | 7  | 9 | 6  | 35 | 35 | 0   | 30  |
|  | 7.  | Santos de Guápiles  | 22 | 8  | 5 | 9  | 22 | 30 | -8  | 29  |
|  | 8.  | Uruguay de Coronado | 22 | 7  | 7 | 8  | 30 | 27 | +3  | 28  |
|  | 9.  | San Carlos          | 22 | 5  | 6 | 10 | 23 | 33 | -10 | 22  |
|  | 10. | Carmelita           | 22 | 6  | 3 | 13 | 27 | 37 | -10 | 21  |
|  | 11. | Limón FC            | 22 | 4  | 9 | 9  | 19 | 31 | -12 | 21  |
|  | 12. | Belén               | 22 | 4  | 7 | 11 | 27 | 39 | -12 | 19  |

|  |                           |
|  | Clasificado a Ronda Final |

### Acumulada del Torneo (Invierno 2012 - Verano 2013)
|  |     | Equipos             | PJ | G  | E  | P  | GF | GC | Dif | Pts |
|  | --- | ------------------- | -- | -- | -- | -- | -- | -- | --- | --- |
|  | 1.  | Saprissa            | 44 | 24 | 9  | 11 | 75 | 46 | +29 | 81  |
|  | 2.  | Herediano           | 44 | 23 | 11 | 10 | 84 | 56 | +28 | 80  |
|  | 3.  | LD Alajuelense      | 44 | 23 | 9  | 12 | 74 | 51 | +25 | 78  |
|  | 4.  | Cartaginés          | 44 | 17 | 11 | 16 | 53 | 43 | +10 | 62  |
|  | 5.  | Pérez Zeledón       | 44 | 18 | 9  | 17 | 66 | 59 | +7  | 62  |
|  | 6.  | Santos de Guápiles  | 44 | 17 | 10 | 17 | 61 | 68 | -7  | 61  |
|  | 7.  | Uruguay de Coronado | 44 | 16 | 10 | 18 | 55 | 58 | -3  | 58  |
|  | 8.  | Limón FC            | 44 | 13 | 15 | 16 | 50 | 61 | -11 | 54  |
|  | 9.  | Puntarenas FC       | 44 | 12 | 16 | 16 | 57 | 69 | -12 | 52  |
|  | 10. | Belén               | 44 | 11 | 14 | 19 | 50 | 66 | -16 | 47  |
|  | 11. | Carmelita           | 44 | 12 | 10 | 22 | 48 | 70 | -22 | 46  |
|  | 12. | San Carlos          | 44 | 10 | 12 | 22 | 47 | 74 | -27 | 42  |

|  |                                               |
|  | Clasificado a Concacaf Liga Campeones 2013-14 |

|  |                                |
|  | Descenso a la Segunda División |

## Jornadas
| Saprissa            | 1 - 2 | San Carlos    | 13 de enero | Teletica   | Estadio Saprissa       |
| Uruguay de Coronado | 2 - 1 | Carmelita     | 13 de enero | Repretel   | Estadio El Labrador    |
| Alajuelense         | 0 - 0 | Belén FC      | 13 de enero | Repretel   | Estadio Morera Soto    |
| Puntarenas FC       | 3 - 2 | Pérez Zeledón | 13 de enero | No hubo    | Estadio Lito Pérez     |
| Santos              | 1 - 0 | Herediano     | 13 de enero | Extra TV42 | Estadio Ebal Rodríguez |
| Cartaginés          | 3 - 0 | Limón FC      | 13 de enero | Teletica   | Estadio Fello Meza     |

| San Carlos    | 2 - 0 | Santos              | 16 de enero | No hubo    | Estadio Carlos Ugalde    |
| Pérez Zeledón | 1 - 2 | Cartaginés          | 16 de enero | Teletica   | Estadio Municipal        |
| Carmelita     | 1 - 1 | Puntarenas FC       | 17 de enero | Extra TV42 | Estadio Morera Soto      |
| Saprissa      | 1 - 1 | Belén FC            | 23 de enero | Teletica   | Estadio Ricardo Saprissa |
| Herediano     | 2 - 1 | Uruguay de Coronado | 29 de enero | Repretel   | Estadio Rosabal Cordero  |
| Limón FC      | 1 - 0 | Alajuelense         | 30 de enero | Repretel   | Estadio Juan Gobán       |

| Santos              | 0 - 2 | Saprissa      | 20 de enero   | Extra TV42 | Estadio Ebal Rodríguez |
| Cartaginés          | 2 - 0 | Carmelita     | 20 de enero   | Teletica   | Estadio Fello Meza     |
| Uruguay de Coronado | 4 - 1 | San Carlos    | 20 de enero   | Repretel   | Estadio El Labrador    |
| Limón FC            | 1 - 1 | Belén FC      | 21 de enero   | Repretel   | Estadio Juan Gobán     |
| Alajuelense         | 0 - 1 | Pérez Zeledón | 20 de febrero | Repretel   | Estadio Morera Soto    |
| Puntarenas FC       | 3 - 3 | Herediano     | 20 de febrero | Teletica   | Estadio Lito Pérez     |

| Herediano     | 0 - 2 | Cartaginés          | 2 de febrero | Repretel | Estadio Rosabal Cordero               |
| San Carlos    | 0 - 0 | Puntarenas FC       | 2 de febrero | No hubo  | Estadio Fello Meza                    |
| Pérez Zeledón | 3 - 0 | Limón FC            | 3 de febrero | Teletica | Estadio Municipal                     |
| Saprissa      | 2 - 1 | Uruguay de Coronado | 3 de febrero | Teletica | Estadio Ricardo Saprissa              |
| Belén         | 1 - 1 | Santos              | 3 de febrero | Repretel | Polideportivo de San Antonio de Belén |
| Carmelita     | 3 - 1 | Alajuelense         | 3 de febrero | Extra TV | Estadio Morera Soto                   |

| Alajuelense         | 2 - 2 | Herediano  | 9 de febrero  | Repretel | Estadio Alejandro Morera Soto |
| Pérez Zeledón       | 2 - 1 | Belén FC   | 10 de febrero | No hubo  | Estadio Municipal             |
| Puntarenas FC       | 2 - 2 | Saprissa   | 10 de febrero | Teletica | Estadio Lito Pérez            |
| Uruguay de Coronado | 0 - 0 | Santos     | 10 de febrero | Repretel | Estadio El Labrador           |
| Limón FC            | 0 - 2 | Carmelita  | 10 de febrero | Repretel | Estadio Juan Gobán            |
| Cartaginés          | 2 - 0 | San Carlos | 10 de febrero | Teletica | Estadio Fello Meza            |

| Santos     | 3 - 1 | Puntarenas FC       | 13 de febrero | Extra TV Canal 42 | Estadio Ebal Rodríguez         |
| Saprissa   | 2 - 3 | Cartaginés          | 13 de febrero | Teletica          | Estadio Saprissa               |
| San Carlos | 2 - 3 | Alajuelense         | 13 de febrero | XPERTV Canal 33   | Estadio Carlos Ugalde          |
| Herediano  | 2 - 1 | Limón FC            | 13 de febrero | Repretel          | Estadio Eladio Rosabal Cordero |
| Belén FC   | 1 - 1 | Uruguay de Coronado | 14 de febrero | Repretel          | Estadio Eladio Rosabal Cordero |
| Carmelita  | 0 - 1 | Pérez Zeledón       | 14 de febrero | Extra TV Canal 42 | Estadio Alejandro Morera Soto  |

| Pérez Zeledón | 2 - 0 | Herediano           | 17 de febrero | Teletica          | Estadio Municipal             |
| Puntarenas    | 1 - 0 | Uruguay de Coronado | 17 de febrero |                   | Estadio Lito Pérez            |
| Limón         | 0 - 2 | San Carlos          | 17 de febrero | Repretel          | Estadio Juan Gobán            |
| Cartaginés    | 0 - 0 | Santos              | 17 de febrero | Teletica          | Estadio Fello Meza            |
| Alajuelense   | 3 - 1 | Saprissa            | 17 de febrero | Repretel          | Estadio Alejandro Morera Soto |
| Carmelita     | 3 - 0 | Belén               | 18 de febrero | Extra TV Canal 42 | Estadio Alejandro Morera Soto |

| Santos              | 1 - 4 | Alajuelense   | 23 de febrero | Extra TV Canal 42 | Estadio Ebal Rodríguez                |
| Saprissa            | 2 - 2 | Limón FC      | 23 de febrero | Teletica          | Estadio Saprissa                      |
| Herediano           | 1 - 1 | Carmelita     | 23 de febrero | Repretel          | Estadio Eladio Rosabal Cordero        |
| San Carlos          | 1 - 1 | Pérez Zeledón | 24 de febrero | Teletica          | Estadio Carlos Ugalde                 |
| Belén FC            | 2 - 0 | Puntarenas FC | 24 de febrero | Repretel          | Polideportivo de San Antonio de Belén |
| Uruguay de Coronado | 1 - 1 | Cartaginés    | 24 de febrero | Repretel          | Estadio Alejandro Morera Soto         |

| Herediano     | 3 - 1 | Belén FC            | 26 de febrero |  | Estadio Eladio Rosabal Cordero |
| Carmelita     | 2 - 0 | San Carlos          | 26 de febrero |  | Estadio Alejandro Morera Soto  |
| Cartaginés    | 1 - 0 | Puntarenas          | 27 de febrero |  | Estadio Fello Meza             |
| Alajuelense   | 1 - 1 | Uruguay de Coronado | 27 de febrero |  | Estadio Alejandro Morera Soto  |
| Pérez Zeledón | 1 - 2 | Saprissa            | 27 de febrero |  | Estadio Municipal              |
| Limon FC      | 1 - 0 | Santos              | 28 de febrero |  | Estadio Juan Gobán             |

| San Carlos          | 1 - 2 | Herediano     | 2 de marzo | Teletica          | Estadio Carlos Ugalde                 |
| Puntarenas FC       | 2 - 4 | Alajuelense   | 3 de marzo | Teletica          | Estadio Lito Pérez                    |
| Uruguay de Coronado | 3 - 0 | Limon FC      | 3 de marzo | Repretel          | Estadio El Labrador                   |
| Santos              | 3 - 1 | Pérez Zeledón | 3 de marzo | Extra TV Canal 42 | Estadio Ebal Rodríguez                |
| Belén FC            | 0 - 1 | Cartaginés    | 3 de marzo | Repretel          | Polideportivo de San Antonio de Belén |
| Saprissa            | 1 - 0 | Carmelita     | 3 de marzo | Teletica          | Estadio Saprissa                      |

| Carmelita     | 0 - 1 | Santos              | 8 de marzo  | Estadio Morera Soto            | Extra TV 42 |
| Alajuelense   | 2 - 0 | Cartaginés          | 9 de marzo  | Estadio Morera Soto            | Repretel    |
| Pérez Zeledón | 1 - 1 | Uruguay de Coronado | 10 de marzo | Estadio Municipal              | Teletica    |
| Limón FC      | 1 - 1 | Puntarenas FC       | 10 de marzo | Estadio Juan Gobán             | Repretel    |
| San Carlos    | 1 - 1 | Belén FC            | 10 de marzo | Estadio Carlos Ugalde          | Teletica    |
| Herediano     | 1 - 2 | Saprissa            | 20 de marzo | Estadio Eladio Rosabal Cordero | Repretel    |

| San Carlos    | 1 - 1 | Saprissa      | 13 de marzo | Teletica          | Estadio Carlos Ugalde          |
| Herediano     | 4 - 1 | Santos        | 10 de abril | Repretel          | Estadio Rosabal Cordero        |
| Carmelita     | 3 - 0 | Uruguay       | 13 de marzo | Extra TV Canal 42 | Estadio Morera Soto            |
| Pérez Zeledón | 0 - 0 | Puntarenas FC | 13 de marzo | Teletica          | Estadio Municipal              |
| Limón FC      | 1 - 1 | Cartaginés    | 13 de marzo | Repretel          | Estadio Juan Gobán             |
| Belén FC      | 2 - 0 | Alajuelense   | 13 de marzo | Repretel          | Estadio Eladio Rosabal Cordero |

| Belén FC      | 0 - 3 | Saprissa      | 17 de marzo | Repretel          | Estadio Coyella Fonseca |
| Santos        | 3 - 2 | San Carlos    | 16 de marzo | Extra TV Canal 42 | Estadio Ebal Rodríguez  |
| Uruguay       | 2 - 3 | Herediano     | 17 de marzo | Repretel          | Estadio El Labrador     |
| Puntarenas FC | 2 - 2 | Carmelita     | 17 de marzo | Teletica          | Estadio Lito Pérez      |
| Cartaginés    | 0 - 1 | Pérez Zeledón | 17 de marzo | Teletica          | Estadio Fello Meza      |
| Alajuelense   | 2 - 2 | Limón FC      | 16 de marzo | Repretel          | Estadio Morera Soto     |

| Saprissa      | 1 - 0 | Santos        | 24 de marzo | Teletica          | Estadio Ricardo Saprissa              |
| San Carlos    | 1 - 1 | Uruguay       | 24 de marzo | Teletica          | Estadio Carlos Ugalde                 |
| Herediano     | 4 - 1 | Puntarenas FC | 23 de marzo | Repretel          | Estadio Rosabal Cordero               |
| Carmelita     | 0 - 2 | Cartaginés    | 24 de marzo | Extra TV Canal 42 | Estadio Morera Soto                   |
| Pérez Zeledón | 4 - 1 | Alajuelense   | 10 de abril | Teletica          | Estadio Municipal                     |
| Belén FC      | 1 - 1 | Limón FC      | 24 de marzo | Repretel          | Polideportivo de San Antonio de Belén |

| Santos        | 2 - 1 | Belén FC      | 30 de marzo | Extra TV Canal 42 | Estadio Ebal Rodríguez |
| Alajuelense   | 4 - 1 | Carmelita     | 30 de marzo | Repretel          | Estadio Morera Soto    |
| Puntarenas FC | 3 - 0 | San Carlos    | 31 de marzo | Teletica          | Estadio Lito Pérez     |
| Uruguay       | 1 - 0 | Saprissa      | 31 de marzo | Repretel          | Estadio El Labrador    |
| Cartaginés    | 2 - 1 | Herediano     | 31 de marzo | Teletica          | Estadio Fello Meza     |
| Limón FC      | 1 - 1 | Pérez Zeledón | 31 de marzo | Repretel          | Estadio Juan Gobán     |

| Carmelita  | 1 - 0 | Limón FC      | 2 de abril | Extra TV Canal 42 | Estadio Morera Soto                   |
| Herediano  | 2 - 1 | Alajuelense   | 3 de abril | Repretel          | Estadio Rosabal Cordero               |
| Santos     | 1 - 0 | Uruguay       | 3 de abril | Extra TV Canal 42 | Estadio Ebal Rodríguez                |
| Saprissa   | 2 - 3 | Puntarenas FC | 3 de abril | Teletica          | Estadio Saprissa                      |
| San Carlos | 0 - 0 | Cartaginés    | 3 de abril | Teletica          | Estadio Carlos Ugalde                 |
| Belén FC   | 1 - 2 | Pérez Zeledón | 4 de abril | Repretel          | Polideportivo de San Antonio de Belén |

| Alajuelense   | 1 - 0 | San Carlos | 6 de abril | Repretel | Estadio Morera Soto  |
| Puntarenas FC | 3 - 0 | Santos     | 7 de abril | Teletica | Estadio Lito Pérez   |
| Uruguay       | 3 - 0 | Belén FC   | 7 de abril | Repretel | Estadio El Labrador  |
| Limón FC      | 1 - 2 | Herediano  | 7 de abril | Repretel | Estadio Juan Gobán   |
| Pérez Zeledón | 3 - 1 | Carmelita  | 7 de abril | Teletica | Estadio Municipal    |
| Cartaginés    | 1 - 3 | Saprissa   | 7 de abril | Teletica | Estadio "Fello" Meza |

| Santos     | 0 - 1 | Cartaginés    | 13 de abril | Extra TV Canal 42 | Estadio Ebal Rodríguez                |
| Herediano  | 5 - 1 | Pérez Zeledón | 13 de abril | Repretel          | Estadio Rosabal Cordero               |
| San Carlos | 1 - 1 | Limón FC      | 14 de abril | Teletica          | Estadio Carlos Ugalde                 |
| Belén FC   | 4 - 1 | Carmelita     | 14 de abril | Repretel          | Polideportivo de San Antonio de Belén |
| Uruguay    | 2 - 2 | Puntarenas FC | 14 de abril | Repretel          | Estadio El Labrador                   |
| Saprissa   | 1 - 0 | Alajuelense   | 14 de abril | Teletica          | Estadio Saprissa                      |

| Carmelita     | 3 - 5 | Herediano  | 16 de abril | Extra TV Canal 42 | Estadio Morera Soto  |
| Puntarenas FC | 4 - 2 | Belén FC   | 17 de abril | Teletica          | Estadio Lito Pérez   |
| Cartaginés    | 1 - 2 | Uruguay    | 17 de abril | Teletica          | Estadio "Fello" Meza |
| Alajuelense   | 4 - 0 | Santos     | 17 de abril | Repretel          | Estadio Morera Soto  |
| Pérez Zeledón | 2 - 0 | San Carlos | 17 de abril | Teletica          | Estadio Municipal    |
| Limón FC      | 2 - 0 | Saprissa   | 18 de abril | Repretel          | Estadio Juan Gobán   |

| San Carlos    | 2 - 1 | Carmelita     | 20 de abril | Teletica          | Estadio Carlos Ugalde  |
| Puntarenas FC | 1 - 1 | Cartaginés    | 21 de abril | Teletica          | Estadio Lito Pérez     |
| Belén FC      | 2 - 3 | Herediano     | 21 de abril | Repretel          | Polideportivo de Belén |
| Santos        | 0 - 0 | Limón FC      | 21 de abril | Extra TV Canal 42 | Estadio Ebal Rodríguez |
| Uruguay       | 2 - 3 | Alajuelense   | 21 de abril | Repretel          | Estadio El Labrador    |
| Saprissa      | 4 - 0 | Pérez Zeledón | 21 de abril | Teletica          | Estadio Saprissa       |

| Carmelita     | 0 - 1 | Saprissa      | 27 de abril | Extra TV 42 | Estadio Morera Soto     |
| Pérez Zeledón | 1 - 1 | Santos        | 27 de abril | Teletica    | Estadio Municipal       |
| Herediano     | 2 - 0 | San Carlos    | 27 de abril | Repretel    | Estadio Rosabal Cordero |
| Limón FC      | 2 - 1 | Uruguay       | 28 de abril | Repretel    | Estadio Juan Gobán      |
| Cartaginés    | 2 - 3 | Belén FC      | 28 de abril | Teletica    | Estadio "Fello" Meza    |
| Alajuelense   | 2 - 0 | Puntarenas FC | 28 de abril | Repretel    | Estadio Morera Soto     |

| Santos        | 4 - 1 | Carmelita     | 5 de mayo | Extra TV 42 | Estadio Ebal Rodríguez |
| Uruguay       | 1 - 0 | Pérez Zeledón | 5 de mayo | Repretel    | Estadio Labrador       |
| Puntarenas FC | 2 - 1 | Limón FC      | 5 de mayo | Teletica    | Estadio "Lito" Pérez   |
| Cartaginés    | 1 - 0 | Alajuelense   | 5 de mayo | Teletica    | Estadio "Fello" Meza   |
| Belén FC      | 2 - 4 | San Carlos    | 5 de mayo | Repretel    | Polideportivo de Belén |
| Saprissa      | 0 - 0 | Herediano     | 5 de mayo | Teletica    | Estadio Saprissa       |

### Resumen de los Resultados
| Local / Visita           | CSC   | PUN   | URU   | SC    | SG    | LDA   | BEL   | PZ    | CAR   | SAP   | CSH   | LFC   |
| ------------------------ | ----- | ----- | ----- | ----- | ----- | ----- | ----- | ----- | ----- | ----- | ----- | ----- |
| C.S. Cartaginés          |       | 1 - 0 | 1 - 2 | 2 - 0 | 0 - 0 | 1 - 0 | 2 - 3 | 0 - 1 | 2 - 0 | 1 - 3 | 2 - 1 | 3 - 0 |
| Puntarenas F.C.          | 1 - 1 |       | 1 - 0 | 3 - 0 | 3 - 0 | 2 - 4 | 4 - 2 | 3 - 2 | 2 - 2 | 2 - 2 | 3 - 3 | 2 - 1 |
| C.S. Uruguay de Coronado | 1 - 1 | 2 - 2 |       | 4 - 1 | 0 - 0 | 2 - 3 | 3 - 0 | 1 - 0 | 2 - 1 | 1 - 0 | 2 - 3 | 3 - 0 |
| A.D. San Carlos          | 0 - 0 | 0 - 0 | 1 - 1 |       | 2 - 0 | 2 - 3 | 1 - 1 | 1 - 1 | 2 - 1 | 1 - 1 | 1 - 2 | 1 - 1 |
| Santos de Guápiles       | 0 - 1 | 3 - 1 | 1 - 0 | 3 - 2 |       | 1 - 4 | 2 - 1 | 3 - 1 | 4 - 1 | 0 - 2 | 1 - 0 | 0 - 0 |
| L.D. Alajuelense         | 2 - 0 | 2 - 0 | 1 - 1 | 1 - 0 | 4 - 0 |       | 0 - 0 | 0 - 1 | 4 - 1 | 3 - 1 | 2 - 2 | 2 - 2 |
| Bélen-Bridgestone        | 0 - 1 | 2 - 0 | 1 - 1 | 2 - 4 | 1 - 1 | 2 - 0 |       | 1 - 2 | 4 - 1 | 0 - 3 | 2 - 3 | 1 - 1 |
| Pérez Zeledón            | 1 - 2 | 0 - 0 | 1 - 1 | 2 - 0 | 1 - 1 | 4 - 1 | 2 - 1 |       | 3 - 1 | 1 - 2 | 2 - 0 | 3 - 0 |
| A.D. Carmelita           | 0 - 2 | 1 - 1 | 3 - 0 | 2 - 0 | 0 - 1 | 3 - 1 | 3 - 0 | 0 - 1 |       | 0 - 1 | 3 - 5 | 1 - 0 |
| Dep. Saprissa            | 2 - 3 | 2 - 3 | 2 - 1 | 1 - 2 | 1 - 0 | 1 - 0 | 1 - 1 | 4 - 0 | 1 - 0 |       | 0 - 0 | 2 - 2 |
| C.S. Herediano           | 0 - 2 | 4 - 1 | 2 - 1 | 2 - 0 | 4 - 1 | 2 - 1 | 3 - 1 | 5 - 1 | 1 - 1 | 1 - 2 |       | 2 - 1 |
| Limón F.C.               | 1 - 1 | 1 - 1 | 2 - 1 | 0 - 2 | 1 - 0 | 1 - 0 | 1 - 1 | 1 - 1 | 0 - 2 | 2 - 0 | 1 - 2 |       |

 Azul: gana local, Amarillo: empate, Rojo: gana visita 

### Fase Final
|  | Seminales (8 / 9 y 11 / 12 de mayo) | Seminales (8 / 9 y 11 / 12 de mayo) | Seminales (8 / 9 y 11 / 12 de mayo) | Seminales (8 / 9 y 11 / 12 de mayo) | Seminales (8 / 9 y 11 / 12 de mayo) |   |            | Final (19 y 25 de mayo) | Final (19 y 25 de mayo) | Final (19 y 25 de mayo) | Final (19 y 25 de mayo) | Final (19 y 25 de mayo) |
|  |                                     |                                     |                                     |                                     |                                     |   |            |                         |                         |                         |                         |                         |
|  | 1                                   | Herediano                           | 4                                   | 1                                   | 5                                   |   |            |                         |                         |                         |                         |                         |
|  | 4                                   | Pérez Zeledón                       | 3                                   | 0                                   | 3                                   |   |            |                         |                         |                         |                         |                         |
|  | 4                                   | Pérez Zeledón                       | 3                                   | 0                                   | 3                                   |   | 1          | Herediano               | 1                       | 3*                      | 4                       |                         |
|  |                                     |                                     |                                     |                                     |                                     |   | 1          | Herediano               | 1                       | 3*                      | 4                       |                         |
|  |                                     | 2                                   | Cartaginés                          | 3                                   | 1                                   | 4 |            |                         |                         |                         |                         |                         |
|  | 2                                   | 2                                   | Cartaginés                          | 3                                   | 1                                   | 4 | Cartaginés | 1                       | 0                       | 1*                      |                         |                         |
|  | 2                                   |                                     |                                     |                                     |                                     |   | Cartaginés | 1                       | 0                       | 1*                      |                         |                         |
|  | 3                                   | Saprissa                            | 1                                   | 0                                   | 1                                   |   |            |                         |                         |                         |                         |                         |

#### Final - Ida
| 1     | POR   | Luis Torres       |     |
| 27    | DEF   | Carlos Johnson    |     |
| 22    | DEF   | Esteban Sirias    |     |
| 14    | DEF   | José Villalobos   |     |
| 18    | DEF   | Andrés Flores     |     |
| 25    | MED   | Félix Montoya     |     |
| 8     | MED   | Danny Fonseca     |     |
| 21    | MED   | Mauricio Castillo | 80' |
| 5     | MED   | Hanzell Arauz     |     |
| 16    | DEL   | Andrés Lezcano    |     |
| 10    | DEL   | Randall Brenes    | 72' |
| D. T. | D. T. | Javier Delgado    |     |

| 1     | POR   | Leonel Moreira   |     |
| 17    | DEF   | Marvin Obando    |     |
| 21    | DEF   | Pablo Salazar    |     |
| 4     | DEF   | Cristian Montero |     |
| 90    | DEF   | Waylon Francis   |     |
| 10    | MED   | Ismael Gómez     | 66' |
| 5     | MED   | Esteban Granados |     |
| 28    | MED   | Kendrick Pinnock | 72' |
| 50    | MED   | Yosimar Arias    | 88' |
| 23    | DEL   | Víctor Núñez     |     |
| 7     | DEL   | Yendrick Ruiz    |     |
| D. T. | D. T. | Marvin Solano    |     |

| 7  | Centrocampista | Paolo Jiménez | 72' |
| 17 | Centrocampista | Leandro Silva | 80' |

| 11 | Defensa        | José Sánchez  | 66' |
| 13 | Centrocampista | Elías Aguilar | 72' |
| 9  | Delantero      | Minor Díaz    | 88' |

| 53' · 55' · 63' | Carlos Johnson Mauricio Castillo Randall Brenes | 1:1 2:1 3:1 |

| 25' | Víctor Núñez | 0:1 |

| Amonestado · Amonestado | Danny Fonseca Félix Montoya |

| Amonestado · Amonestado | Kendrick Pinnock Víctor Núñez |

| Expulsado · Otorgado · Expulsado | ? |

| Expulsado · Otorgado · Expulsado | ? |

| Principal  | Jeffrey Solís Calderón |
| Asistentes | Pedro Medrete          |
|            | Cristian Foster        |
| Cuarto     | Pedro Leal             |

|                    |   | [[Archivo:\|border\|30px]] |
| Tiros              | - | -                          |
| Tiros a puerta     | - | -                          |
| Faltas             | - | -                          |
| Saques de esquina  | - | -                          |
| Penaltis           | - | -                          |
| Fueras de juego    | - | -                          |
| Posesión del balón | % | %                          |

| Alineación inicial |

| 1     | POR   | Luis Torres       |     |
| 27    | DEF   | Carlos Johnson    |     |
| 22    | DEF   | Esteban Sirias    |     |
| 14    | DEF   | José Villalobos   |     |
| 18    | DEF   | Andrés Flores     |     |
| 25    | MED   | Félix Montoya     |     |
| 8     | MED   | Danny Fonseca     |     |
| 21    | MED   | Mauricio Castillo | 80' |
| 5     | MED   | Hanzell Arauz     |     |
| 16    | DEL   | Andrés Lezcano    |     |
| 10    | DEL   | Randall Brenes    | 72' |
| D. T. | D. T. | Javier Delgado    |     |

| 1     | POR   | Leonel Moreira   |     |
| 17    | DEF   | Marvin Obando    |     |
| 21    | DEF   | Pablo Salazar    |     |
| 4     | DEF   | Cristian Montero |     |
| 90    | DEF   | Waylon Francis   |     |
| 10    | MED   | Ismael Gómez     | 66' |
| 5     | MED   | Esteban Granados |     |
| 28    | MED   | Kendrick Pinnock | 72' |
| 50    | MED   | Yosimar Arias    | 88' |
| 23    | DEL   | Víctor Núñez     |     |
| 7     | DEL   | Yendrick Ruiz    |     |
| D. T. | D. T. | Marvin Solano    |     |

| 7  | Centrocampista | Paolo Jiménez | 72' |
| 17 | Centrocampista | Leandro Silva | 80' |

| 11 | Defensa        | José Sánchez  | 66' |
| 13 | Centrocampista | Elías Aguilar | 72' |
| 9  | Delantero      | Minor Díaz    | 88' |

| 53' · 55' · 63' | Carlos Johnson Mauricio Castillo Randall Brenes | 1:1 2:1 3:1 |

| 25' | Víctor Núñez | 0:1 |

| Amonestado · Amonestado | Danny Fonseca Félix Montoya |

| Amonestado · Amonestado | Kendrick Pinnock Víctor Núñez |

| Expulsado · Otorgado · Expulsado | ? |

| Expulsado · Otorgado · Expulsado | ? |

| Principal  | Jeffrey Solís Calderón |
| Asistentes | Pedro Medrete          |
|            | Cristian Foster        |
| Cuarto     | Pedro Leal             |

|                    |   | [[Archivo:\|border\|30px]] |
| Tiros              | - | -                          |
| Tiros a puerta     | - | -                          |
| Faltas             | - | -                          |
| Saques de esquina  | - | -                          |
| Penaltis           | - | -                          |
| Fueras de juego    | - | -                          |
| Posesión del balón | % | %                          |

| Alineación inicial |

| 1     | POR   | Luis Torres       |     |
| 27    | DEF   | Carlos Johnson    |     |
| 22    | DEF   | Esteban Sirias    |     |
| 14    | DEF   | José Villalobos   |     |
| 18    | DEF   | Andrés Flores     |     |
| 25    | MED   | Félix Montoya     |     |
| 8     | MED   | Danny Fonseca     |     |
| 21    | MED   | Mauricio Castillo | 80' |
| 5     | MED   | Hanzell Arauz     |     |
| 16    | DEL   | Andrés Lezcano    |     |
| 10    | DEL   | Randall Brenes    | 72' |
| D. T. | D. T. | Javier Delgado    |     |

| 1     | POR   | Leonel Moreira   |     |
| 17    | DEF   | Marvin Obando    |     |
| 21    | DEF   | Pablo Salazar    |     |
| 4     | DEF   | Cristian Montero |     |
| 90    | DEF   | Waylon Francis   |     |
| 10    | MED   | Ismael Gómez     | 66' |
| 5     | MED   | Esteban Granados |     |
| 28    | MED   | Kendrick Pinnock | 72' |
| 50    | MED   | Yosimar Arias    | 88' |
| 23    | DEL   | Víctor Núñez     |     |
| 7     | DEL   | Yendrick Ruiz    |     |
| D. T. | D. T. | Marvin Solano    |     |

| 7  | Centrocampista | Paolo Jiménez | 72' |
| 17 | Centrocampista | Leandro Silva | 80' |

| 11 | Defensa        | José Sánchez  | 66' |
| 13 | Centrocampista | Elías Aguilar | 72' |
| 9  | Delantero      | Minor Díaz    | 88' |

| 53' · 55' · 63' | Carlos Johnson Mauricio Castillo Randall Brenes | 1:1 2:1 3:1 |

| 25' | Víctor Núñez | 0:1 |

| Amonestado · Amonestado | Danny Fonseca Félix Montoya |

| Amonestado · Amonestado | Kendrick Pinnock Víctor Núñez |

| Expulsado · Otorgado · Expulsado | ? |

| Expulsado · Otorgado · Expulsado | ? |

| Principal  | Jeffrey Solís Calderón |
| Asistentes | Pedro Medrete          |
|            | Cristian Foster        |
| Cuarto     | Pedro Leal             |

|                    |   | [[Archivo:\|border\|30px]] |
| Tiros              | - | -                          |
| Tiros a puerta     | - | -                          |
| Faltas             | - | -                          |
| Saques de esquina  | - | -                          |
| Penaltis           | - | -                          |
| Fueras de juego    | - | -                          |
| Posesión del balón | % | %                          |

| Alineación inicial |

| 1     | POR   | Luis Torres       |     |
| 27    | DEF   | Carlos Johnson    |     |
| 22    | DEF   | Esteban Sirias    |     |
| 14    | DEF   | José Villalobos   |     |
| 18    | DEF   | Andrés Flores     |     |
| 25    | MED   | Félix Montoya     |     |
| 8     | MED   | Danny Fonseca     |     |
| 21    | MED   | Mauricio Castillo | 80' |
| 5     | MED   | Hanzell Arauz     |     |
| 16    | DEL   | Andrés Lezcano    |     |
| 10    | DEL   | Randall Brenes    | 72' |
| D. T. | D. T. | Javier Delgado    |     |

| 1     | POR   | Leonel Moreira   |     |
| 17    | DEF   | Marvin Obando    |     |
| 21    | DEF   | Pablo Salazar    |     |
| 4     | DEF   | Cristian Montero |     |
| 90    | DEF   | Waylon Francis   |     |
| 10    | MED   | Ismael Gómez     | 66' |
| 5     | MED   | Esteban Granados |     |
| 28    | MED   | Kendrick Pinnock | 72' |
| 50    | MED   | Yosimar Arias    | 88' |
| 23    | DEL   | Víctor Núñez     |     |
| 7     | DEL   | Yendrick Ruiz    |     |
| D. T. | D. T. | Marvin Solano    |     |

| 7  | Centrocampista | Paolo Jiménez | 72' |
| 17 | Centrocampista | Leandro Silva | 80' |

| 11 | Defensa        | José Sánchez  | 66' |
| 13 | Centrocampista | Elías Aguilar | 72' |
| 9  | Delantero      | Minor Díaz    | 88' |

| 53' · 55' · 63' | Carlos Johnson Mauricio Castillo Randall Brenes | 1:1 2:1 3:1 |

| 25' | Víctor Núñez | 0:1 |

| Amonestado · Amonestado | Danny Fonseca Félix Montoya |

| Amonestado · Amonestado | Kendrick Pinnock Víctor Núñez |

| Expulsado · Otorgado · Expulsado | ? |

| Expulsado · Otorgado · Expulsado | ? |

| Principal  | Jeffrey Solís Calderón |
| Asistentes | Pedro Medrete          |
|            | Cristian Foster        |
| Cuarto     | Pedro Leal             |

|                    |   | [[Archivo:\|border\|30px]] |
| Tiros              | - | -                          |
| Tiros a puerta     | - | -                          |
| Faltas             | - | -                          |
| Saques de esquina  | - | -                          |
| Penaltis           | - | -                          |
| Fueras de juego    | - | -                          |
| Posesión del balón | % | %                          |

| Alineación inicial |

#### Final - Vuelta
| 1     | POR   | Leonel Moreira         |     |
| 4     | DEF   | Cristian Montero       |     |
| 90    | DEF   | Waylon Francis         | 53' |
| 21    | DEF   | Pablo Salazar          |     |
| 29    | DEF   | Esteban Ramírez        |     |
| 5     | MED   | Óscar Esteban Granados |     |
| 11    | MED   | José Sánchez           |     |
| 10    | MED   | Ismael Gómez           |     |
| 50    | MED   | Yosimar Arias          |     |
| 23    | DEL   | Víctor Núñez           |     |
| 7     | DEL   | Yendrick Ruiz          |     |
| D. T. | D. T. | Marvin Solano          |     |

| 1     | POR   | Luis Torres          |     |
| 27    | DEF   | Carlos Johnson       |     |
| 19    | DEF   | Andrés Flores        |     |
| 14    | DEF   | José Villalobos Chan |     |
| 21    | DEF   | Mauricio Castillo    | 53' |
| 20    | MED   | Randall Alvarado     |     |
| 22    | MED   | Esteban Sirias       |     |
| 8     | MED   | Danny Fonseca        |     |
| 25    | MED   | Félix Montoya        |     |
| 5     | DEL   | Hanzell Arauz        | 76' |
| 10    | DEL   | Randall Brenes       | 42' |
| D. T. | D. T. | Javier Delgado Prado |     |

| 13 | Centrocampista | Elías Aguilar  | 53' |
| 25 | Centrocampista | Mauricio Núñez | 68' |
| 9  | Delantero      | Minor Díaz     | 74' |

| 26 | Defensa        | Kevin Vega     | 42' |
| 16 | Delantero      | Andrés Lezcano | 55' |
| 7  | Centrocampista | Paolo Jiménez  | 76' |

| 39' · 51' · 100' | Víctor Núñez Yendrick Ruiz | 1:0 2:0 3:0 |

| 109' | Andrés Lezcano | 2:1 |

| Sí · Sí · Sí · Sí · Sí | Pablo Salazar Yosimar Arias Yendrick Ruiz Leonel Moreira Minor Díaz | 1:1 1:2 2:2 4:3 4:5 |

| Sí · Sí · No · Sí · Sí | Danny Fonseca Paolo Jiménez Randall Alvarado Andrés Flores Félix Montoya | 0:1 1:2 2:3 3:4 |

| 35' · 91' · 105' | Esteban Ramírez Leonel Moreira Yosimar Arias |

| Amonestado · Amonestado | Carlos Johnson Randall Alvarado Félix Montoya |

| Expulsado · Otorgado · Expulsado | ? |

| Otorgado · Otorgado otra vez · Expulsado | José Villalobos ? |

| Principal  | Randall Poveda    |
| Asistentes | Osvaldo Luna      |
|            | Octavio Jara      |
| Cuarto     | Pedro Navarro     |
| Quinto     | Asdrúbal Alvarado |

|                    | [[Archivo:\|border\|30px]] |   |
| Tiros              | -                          | - |
| Tiros a puerta     | -                          | - |
| Faltas             | -                          | - |
| Saques de esquina  | -                          | - |
| Penaltis           | -                          | - |
| Fueras de juego    | -                          | - |
| Posesión del balón | %                          | % |

| Alineación inicial |

| 1     | POR   | Leonel Moreira         |     |
| 4     | DEF   | Cristian Montero       |     |
| 90    | DEF   | Waylon Francis         | 53' |
| 21    | DEF   | Pablo Salazar          |     |
| 29    | DEF   | Esteban Ramírez        |     |
| 5     | MED   | Óscar Esteban Granados |     |
| 11    | MED   | José Sánchez           |     |
| 10    | MED   | Ismael Gómez           |     |
| 50    | MED   | Yosimar Arias          |     |
| 23    | DEL   | Víctor Núñez           |     |
| 7     | DEL   | Yendrick Ruiz          |     |
| D. T. | D. T. | Marvin Solano          |     |

| 1     | POR   | Luis Torres          |     |
| 27    | DEF   | Carlos Johnson       |     |
| 19    | DEF   | Andrés Flores        |     |
| 14    | DEF   | José Villalobos Chan |     |
| 21    | DEF   | Mauricio Castillo    | 53' |
| 20    | MED   | Randall Alvarado     |     |
| 22    | MED   | Esteban Sirias       |     |
| 8     | MED   | Danny Fonseca        |     |
| 25    | MED   | Félix Montoya        |     |
| 5     | DEL   | Hanzell Arauz        | 76' |
| 10    | DEL   | Randall Brenes       | 42' |
| D. T. | D. T. | Javier Delgado Prado |     |

| 13 | Centrocampista | Elías Aguilar  | 53' |
| 25 | Centrocampista | Mauricio Núñez | 68' |
| 9  | Delantero      | Minor Díaz     | 74' |

| 26 | Defensa        | Kevin Vega     | 42' |
| 16 | Delantero      | Andrés Lezcano | 55' |
| 7  | Centrocampista | Paolo Jiménez  | 76' |

| 39' · 51' · 100' | Víctor Núñez Yendrick Ruiz | 1:0 2:0 3:0 |

| 109' | Andrés Lezcano | 2:1 |

| Sí · Sí · Sí · Sí · Sí | Pablo Salazar Yosimar Arias Yendrick Ruiz Leonel Moreira Minor Díaz | 1:1 1:2 2:2 4:3 4:5 |

| Sí · Sí · No · Sí · Sí | Danny Fonseca Paolo Jiménez Randall Alvarado Andrés Flores Félix Montoya | 0:1 1:2 2:3 3:4 |

| 35' · 91' · 105' | Esteban Ramírez Leonel Moreira Yosimar Arias |

| Amonestado · Amonestado | Carlos Johnson Randall Alvarado Félix Montoya |

| Expulsado · Otorgado · Expulsado | ? |

| Otorgado · Otorgado otra vez · Expulsado | José Villalobos ? |

| Principal  | Randall Poveda    |
| Asistentes | Osvaldo Luna      |
|            | Octavio Jara      |
| Cuarto     | Pedro Navarro     |
| Quinto     | Asdrúbal Alvarado |

|                    | [[Archivo:\|border\|30px]] |   |
| Tiros              | -                          | - |
| Tiros a puerta     | -                          | - |
| Faltas             | -                          | - |
| Saques de esquina  | -                          | - |
| Penaltis           | -                          | - |
| Fueras de juego    | -                          | - |
| Posesión del balón | %                          | % |

| Alineación inicial |

| 1     | POR   | Leonel Moreira         |     |
| 4     | DEF   | Cristian Montero       |     |
| 90    | DEF   | Waylon Francis         | 53' |
| 21    | DEF   | Pablo Salazar          |     |
| 29    | DEF   | Esteban Ramírez        |     |
| 5     | MED   | Óscar Esteban Granados |     |
| 11    | MED   | José Sánchez           |     |
| 10    | MED   | Ismael Gómez           |     |
| 50    | MED   | Yosimar Arias          |     |
| 23    | DEL   | Víctor Núñez           |     |
| 7     | DEL   | Yendrick Ruiz          |     |
| D. T. | D. T. | Marvin Solano          |     |

| 1     | POR   | Luis Torres          |     |
| 27    | DEF   | Carlos Johnson       |     |
| 19    | DEF   | Andrés Flores        |     |
| 14    | DEF   | José Villalobos Chan |     |
| 21    | DEF   | Mauricio Castillo    | 53' |
| 20    | MED   | Randall Alvarado     |     |
| 22    | MED   | Esteban Sirias       |     |
| 8     | MED   | Danny Fonseca        |     |
| 25    | MED   | Félix Montoya        |     |
| 5     | DEL   | Hanzell Arauz        | 76' |
| 10    | DEL   | Randall Brenes       | 42' |
| D. T. | D. T. | Javier Delgado Prado |     |

| 13 | Centrocampista | Elías Aguilar  | 53' |
| 25 | Centrocampista | Mauricio Núñez | 68' |
| 9  | Delantero      | Minor Díaz     | 74' |

| 26 | Defensa        | Kevin Vega     | 42' |
| 16 | Delantero      | Andrés Lezcano | 55' |
| 7  | Centrocampista | Paolo Jiménez  | 76' |

| 39' · 51' · 100' | Víctor Núñez Yendrick Ruiz | 1:0 2:0 3:0 |

| 109' | Andrés Lezcano | 2:1 |

| Sí · Sí · Sí · Sí · Sí | Pablo Salazar Yosimar Arias Yendrick Ruiz Leonel Moreira Minor Díaz | 1:1 1:2 2:2 4:3 4:5 |

| Sí · Sí · No · Sí · Sí | Danny Fonseca Paolo Jiménez Randall Alvarado Andrés Flores Félix Montoya | 0:1 1:2 2:3 3:4 |

| 35' · 91' · 105' | Esteban Ramírez Leonel Moreira Yosimar Arias |

| Amonestado · Amonestado | Carlos Johnson Randall Alvarado Félix Montoya |

| Expulsado · Otorgado · Expulsado | ? |

| Otorgado · Otorgado otra vez · Expulsado | José Villalobos ? |

| Principal  | Randall Poveda    |
| Asistentes | Osvaldo Luna      |
|            | Octavio Jara      |
| Cuarto     | Pedro Navarro     |
| Quinto     | Asdrúbal Alvarado |

|                    | [[Archivo:\|border\|30px]] |   |
| Tiros              | -                          | - |
| Tiros a puerta     | -                          | - |
| Faltas             | -                          | - |
| Saques de esquina  | -                          | - |
| Penaltis           | -                          | - |
| Fueras de juego    | -                          | - |
| Posesión del balón | %                          | % |

| Alineación inicial |

| 1     | POR   | Leonel Moreira         |     |
| 4     | DEF   | Cristian Montero       |     |
| 90    | DEF   | Waylon Francis         | 53' |
| 21    | DEF   | Pablo Salazar          |     |
| 29    | DEF   | Esteban Ramírez        |     |
| 5     | MED   | Óscar Esteban Granados |     |
| 11    | MED   | José Sánchez           |     |
| 10    | MED   | Ismael Gómez           |     |
| 50    | MED   | Yosimar Arias          |     |
| 23    | DEL   | Víctor Núñez           |     |
| 7     | DEL   | Yendrick Ruiz          |     |
| D. T. | D. T. | Marvin Solano          |     |

| 1     | POR   | Luis Torres          |     |
| 27    | DEF   | Carlos Johnson       |     |
| 19    | DEF   | Andrés Flores        |     |
| 14    | DEF   | José Villalobos Chan |     |
| 21    | DEF   | Mauricio Castillo    | 53' |
| 20    | MED   | Randall Alvarado     |     |
| 22    | MED   | Esteban Sirias       |     |
| 8     | MED   | Danny Fonseca        |     |
| 25    | MED   | Félix Montoya        |     |
| 5     | DEL   | Hanzell Arauz        | 76' |
| 10    | DEL   | Randall Brenes       | 42' |
| D. T. | D. T. | Javier Delgado Prado |     |

| 13 | Centrocampista | Elías Aguilar  | 53' |
| 25 | Centrocampista | Mauricio Núñez | 68' |
| 9  | Delantero      | Minor Díaz     | 74' |

| 26 | Defensa        | Kevin Vega     | 42' |
| 16 | Delantero      | Andrés Lezcano | 55' |
| 7  | Centrocampista | Paolo Jiménez  | 76' |

| 39' · 51' · 100' | Víctor Núñez Yendrick Ruiz | 1:0 2:0 3:0 |

| 109' | Andrés Lezcano | 2:1 |

| Sí · Sí · Sí · Sí · Sí | Pablo Salazar Yosimar Arias Yendrick Ruiz Leonel Moreira Minor Díaz | 1:1 1:2 2:2 4:3 4:5 |

| Sí · Sí · No · Sí · Sí | Danny Fonseca Paolo Jiménez Randall Alvarado Andrés Flores Félix Montoya | 0:1 1:2 2:3 3:4 |

| 35' · 91' · 105' | Esteban Ramírez Leonel Moreira Yosimar Arias |

| Amonestado · Amonestado | Carlos Johnson Randall Alvarado Félix Montoya |

| Expulsado · Otorgado · Expulsado | ? |

| Otorgado · Otorgado otra vez · Expulsado | José Villalobos ? |

| Principal  | Randall Poveda    |
| Asistentes | Osvaldo Luna      |
|            | Octavio Jara      |
| Cuarto     | Pedro Navarro     |
| Quinto     | Asdrúbal Alvarado |

|                    | [[Archivo:\|border\|30px]] |   |
| Tiros              | -                          | - |
| Tiros a puerta     | -                          | - |
| Faltas             | -                          | - |
| Saques de esquina  | -                          | - |
| Penaltis           | -                          | - |
| Fueras de juego    | -                          | - |
| Posesión del balón | %                          | % |

| Alineación inicial |

| Campeón Club Sport Herediano Campeonato #23 |

Plantel del Campeón: Leonel Morerira, Daniel Cambronero; Pablo Salazar, José Garro, Wylon Francis, Marvin Obando, Cristian Montero, Mauricio Núñez, William QUirós, Derrick Johnson; Junior Alvarado, Ismael Gómez, José Sánchez, Esteban Granados, Elías Aguilar, Yosimar Arias, Esteban Ramírez, Kendrick Pinnock, Carlos Hernández, Anllel Porras; Minor Díaz, Jorge Barbosa, Olman VArgas, Víctor Núñez y Yendrick Ruiz.

## Goleo del Torneo de Verano
Goles Anotados.

| Víctor Núñez                                 | Herediano     | 13 |
| Yendrick Ruiz                                | Herediano     | 11 |
| Alejandro Aguilar                            | Carmelita     | 10 |
| Johan Venegas                                | Puntarenas FC | 9  |
| Álvaro Sánchez                               | Alajuelense   | 9  |
| Jerry Palacios                               | Alajuelense   | 9  |
| Daniel Quirós                                | Puntarenas FC | 8  |
| Luciano Bostal                               | Pérez Zeledón | 8  |
| Actualizada: 8 de mayo de 2013 - 10:10 p. m. |               |    |

## Amonestaciones y expulsiones
Tarjeta Amarilla.

 Tarjeta Roja
| Jugador         | Club           |    |   |
| --------------- | -------------- | -- | - |
| Pablo Rodríguez | U. de Coronado | 8  | 0 |
| Jerry Palacios  | Alajuelense    | 12 | 5 |
| Paolo Jiménez   | Cartaginés     | 7  | 0 |
| Bryan Sánchez   | Puntarenas FC  | 7  | 1 |
| Keyner Brown    | Uruguay        | 7  | 0 |
| Ariel Contreras | Belén FC       | 6  | 0 |
| Carlos Acosta   | Belén FC       | 6  | 0 |
| Andrey Francis  | Limón FC       | 6  | 0 |
| Elías Palma     | Alajuelense    | 5  | 0 |